# Deutscher Brunnen (Istanbul)

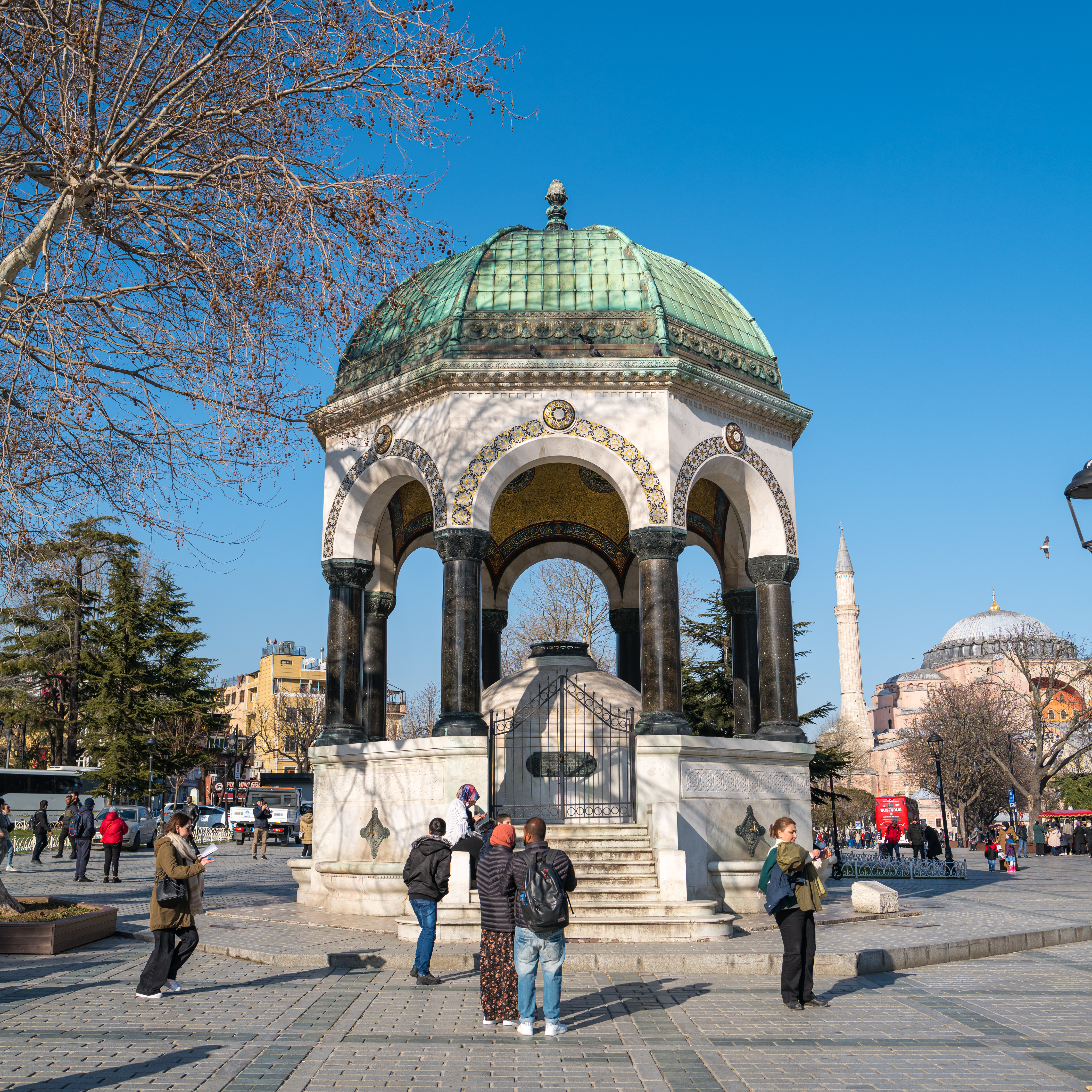
Vorderseite des Deutschen Brunnens

Der Deutsche Brunnen (türkisch Alman Çeşmesi; deutsch auch „Kaiser-Wilhelm-Brunnen“, türkisch ursprünglich II. Wilhelm Çeşmesi, „Wilhelm-II.-Brunnen“) ist ein pavillonähnlicher Brunnenbau am nördlichen Ende des Hippodroms in der türkischen Stadt Istanbul, gegenüber dem Mausoleum des Sultans Ahmeds I.
Der Brunnen war ein Geschenk für Sultan Abdülhamid II. und wurde im Jahre 1900 im Andenken an den Besuch des deutschen Kaisers Wilhelm II. in Istanbul im Jahre 1898 errichtet. Die in Berlin von mehreren Firmen und Künstlern hergestellten Brunnenelemente wurden nach Istanbul verschickt und dort am vorgesehenen Standort zusammengesetzt. Das Bauwerk ist ein nationales Kunstdenkmal.

## Geschichte

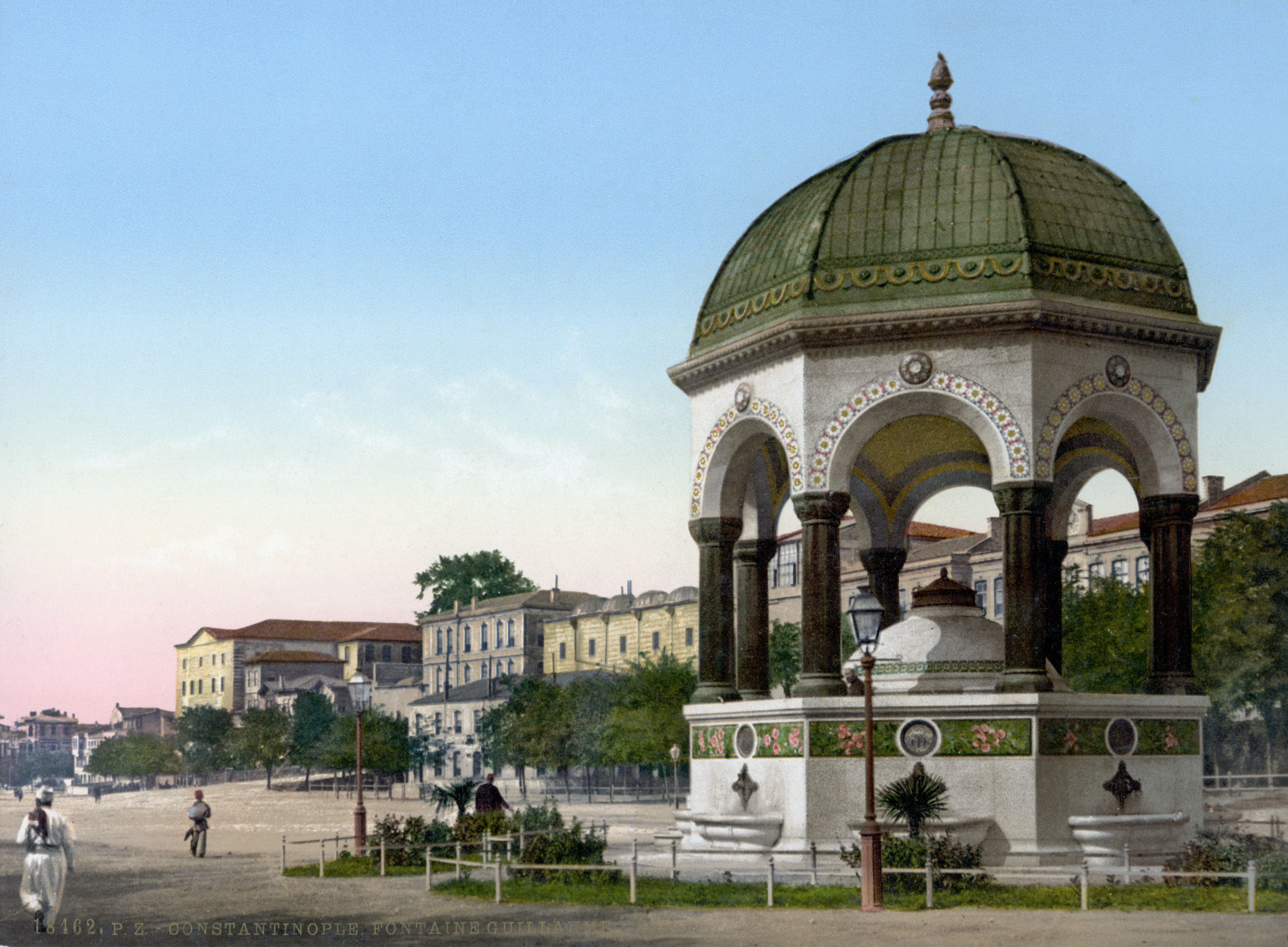
Historische Ansicht

Photographie in der Zs. Hürriyet vom 1. Januar 1984 zeigt die Eröffnungszeremonie am 27. Januar 1901
(Um dem Platz sind türkische und deutsche Flaggen als Zeichen der deutsch-türkischen Freundschaft zu sehen.)

Während seiner Regierungszeit stattete Wilhelm II., deutscher Kaiser und König von Preußen, mehreren Ländern Europas und des nahen Ostens einen Besuch ab. Die Palästinareise Kaiser Wilhelms II. begann am 18. Oktober 1898 in Istanbul, der Hauptstadt des Osmanischen Reichs unter dem Sultan Abdülhamid II. Zur Erinnerung an den Besuch gab die deutsche Reichsregierung den Bau des Brunnens in Auftrag. Am Entwurf und Bau des Brunnens, der ursprünglich Wilhelm Çeşmesi („Wilhelms-Brunnen“) genannt werden sollte, waren die deutschen Architekten Max Spitta, Schoele und Carlitzik sowie der Italiener Joseph Anthony beteiligt. Die Kosten betrugen etwa 200.000 Mark.
Nach einer osmanischen Inschrift am Brunnen begann die Konstruktion des Brunnens im islamischen Jahr 1319 (1898–1899). Die Einweihung des Brunnens war für den 1. September 1900, dem 25. Jahrestag der Thronbesteigung Abdülhamids II. geplant. Verzögerungen beim Bau hatten zur Folge, dass die feierliche Einweihung des inzwischen von den Istanbulern in Alman Çeşmesi („Deutscher Brunnen“) umbenannten Brunnens auf den 27. Januar 1901, den Geburtstag Wilhelms II., verschoben wurde.
Umfangreichere Renovierungsarbeiten fanden 1921 (unter Kemal Atatürk) und 1980 (unter Kenan Evren) statt.
Bei Reinigungsarbeiten wurden am 5. Februar 2011 Inschriften und Verzierungen am Brunnen beschädigt. Deshalb wurden der Brunnen 2013 komplett restauriert und die Beschädigungen behoben. Ganz in der Nähe des Brunnens tötete am 12. Januar 2016 ein Selbstmordattentäter des Islamischen Staats 13 Touristen (12 Deutsche und einen Peruaner), mit einer Bombe.

## Architektur, Beschreibung

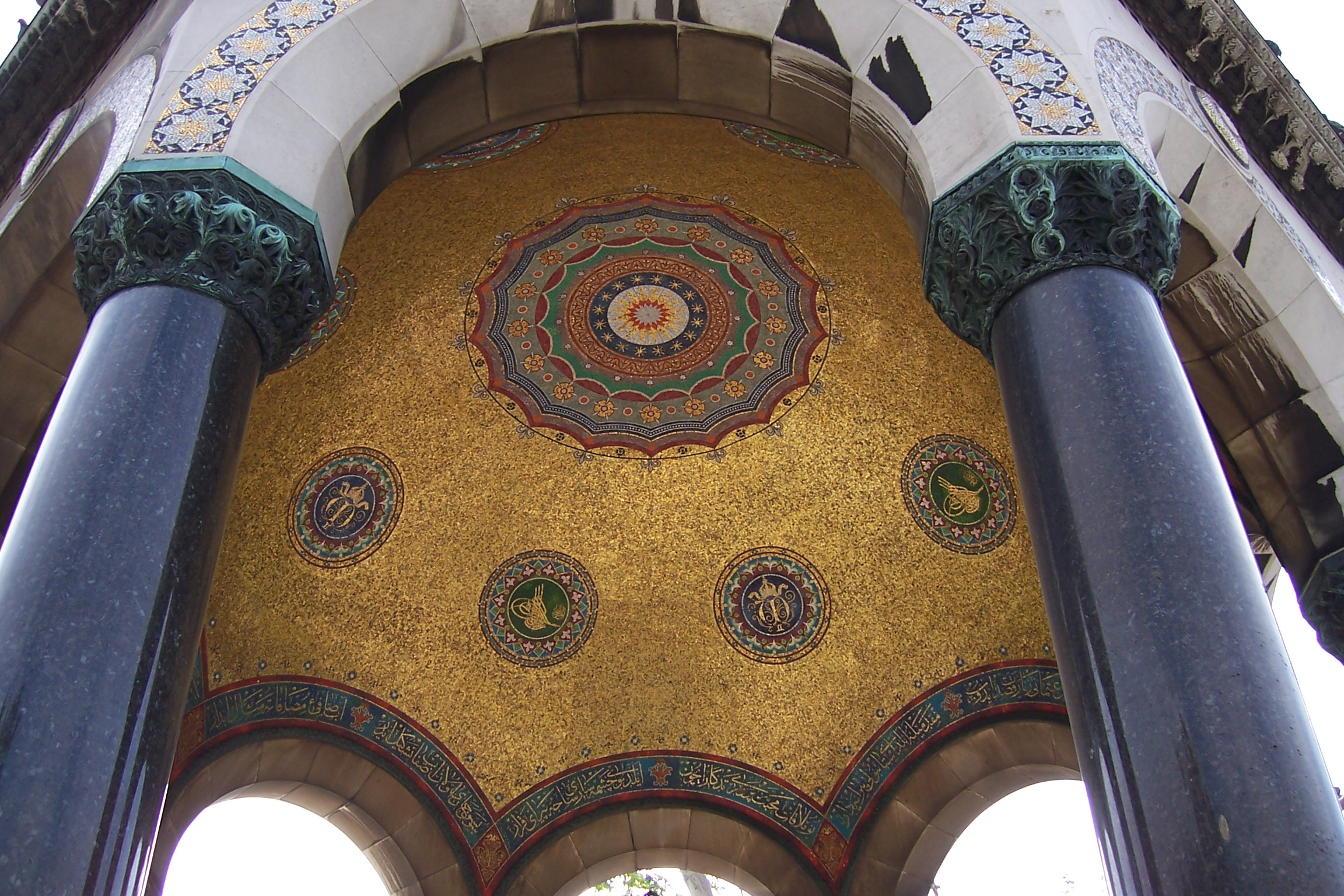
Innenansicht der Kuppel

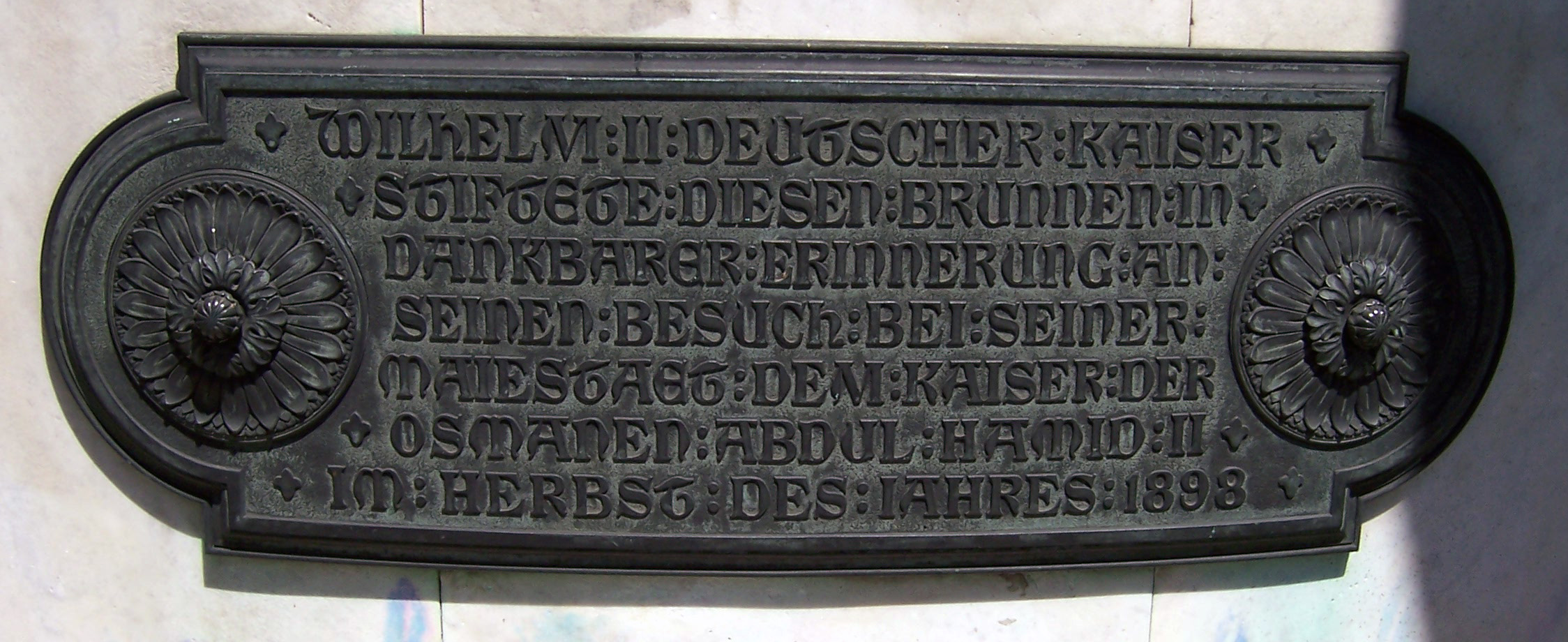
Deutschsprachige Inschrift am Brunnen

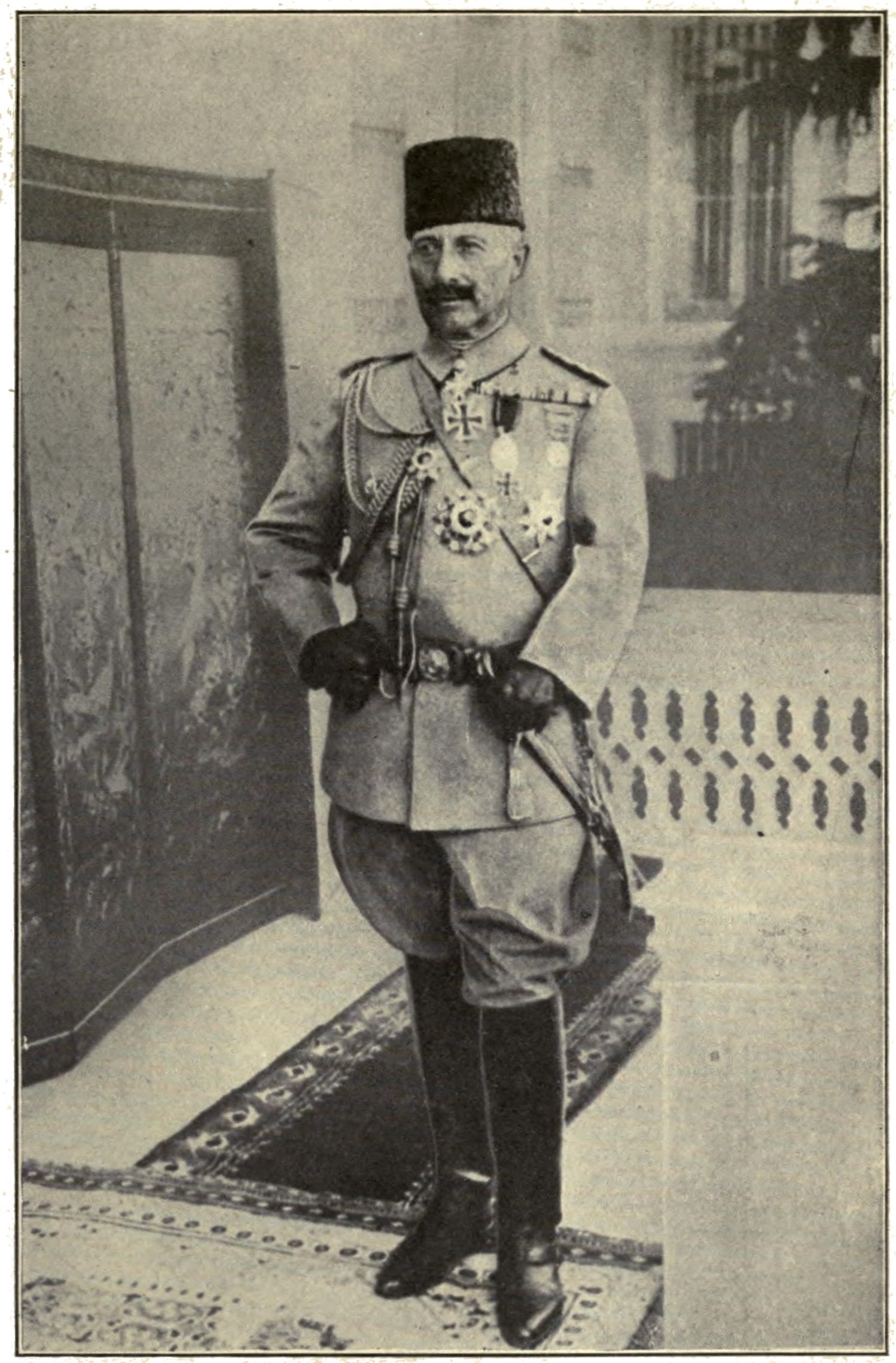
Kaiser Wilhelm II. in osmanischer Feldmarschall-Uniform

Der neobyzantinische achteckige pavillonartige Brunnenbau besteht aus einer Kuppel, die von acht Säulen aus grünem Porphyr getragen wird, die auf einem marmornen, mit Schnitzereien versehenen Podest aufsitzen. Die Gesamthöhe des Brunnenbauwerks beträgt acht Meter, der Durchmesser der Brunnenschale elf Meter.
An der südwestlichen Seite des Podests führen acht Stufen hinauf; die restlichen sieben Seiten sind jeweils mit einem Wasserspender aus Messing versehen. Die Kuppel ist mit Kupfer belegt. Das Innere der Kuppel ist mit goldenen Mosaiken versehen. Das Wasser des Brunnens kam ursprünglich aus einer historischen Wasserleitung, die für die gesamte Innenstadt zur Wasserversorgung diente. Da der Druck nicht gleichmäßig ist, wurde zunächst ein im Bauwerk untergebrachter Sammelbehälter mit Wasser gefüllt, dessen Abmessungen als Basis für die Größe des Brunnens dienten; er fasst etwa 40 Kubikmeter Wasser
Die Wasserentnahme geschieht durch Messing-Wasserhähne, die in einem Glasmosik-Streifen eingearbeitet sind. Im Inneren des Wasserbauwerks laden bequeme Bänke zum Verweilen.
Bei späteren Umbauarbeiten ließ die Stadtverwaltung den Anschluss an die Zentralwasserversorgung kappen und lässt das Sammelbecken seitdem regelmäßig mittels Tankwagen befüllen (Stand 1985).
Die am Brunnen angebrachte Bronzetafel trägt folgende Widmungsinschrift:
Eine osmanische Inschrift in acht Versen berichtet von der Errichtung des Brunnens zum Andenken an den Besuch des deutschen Kaisers.
Alle Bronzeteile entstanden in der Bildgießerei Martin & Piltzing.

## Mosaiken
Die Innenseite ist mit einem goldenen Mosaik geschmückt. Acht über den Säulenenden eingearbeitete Medaillons zeigen abwechselnd jeweils viermal die Tughra Abdülhamids II. sowie das Monogramm Wilhelms II.
Das goldene Mosaik im neo-byzantinischen Stil ist eines der bekanntesten Werke des Kirchenmalers, Mosaikgestalters und Kaiser-Künstlers August Oetkens aus Oldenburg/Oldb. und wurde von der Firma Puhl & Wagner Berlin ausgeführt.

## Doppel-Symbolik
Das Geschenk eines Brunnens mit kostenlosem sauberem Wasser für das Volk galt nach nahöstlicher Mentalität als besonders verdienstvolle Wohltat und sollte den Ruhm des hochherzigen Wohltäters, des Kaisers des Deutschen Reiches, mehren und sichern.